# Čoarvejávri
Čoarvejávri eller Tshoarvijävri är en sjö i Finland. Den ligger i kommunen Utsjoki i landskapet Lappland, i den norra delen av landet, 1 100 km norr om huvudstaden Helsingfors. Čoarvejávri ligger 262,6 meter över havet. Omgivningarna runt Čoarvejávri är i huvudsak ett öppet busklandskap. Arean är 97,3 hektar och strandlinjen är 5,1 kilometer lång. Sjön  ingår i Neidenälvens huvudavrinningsområde. 